# Məhəmmədrəsul Məcidov
Məhəmmədrəsul Məcidov –también escrito como Magomedrasul Majidov– (Urjuchimaji, URSS, 27 de septiembre de 1986) es un deportista azerbaiyano que compitió en boxeo.
Participó en dos Juegos Olímpicos de Verano, en los años 2012 y 2016, obteniendo una medalla de bronce en Londres 2012, en el peso superpesado.
Ganó tres medallas de oro en el Campeonato Mundial de Boxeo Aficionado entre los años 2011 y 2017, y una medalla de oro en el Campeonato Europeo de Boxeo Aficionado de 2013. En los Juegos Europeos de Bakú 2015 obtuvo una medalla de bronce en el peso superpesado.

## Palmarés internacional
| Juegos Olímpicos   | Juegos Olímpicos      | Juegos Olímpicos  | Juegos Olímpicos |
| Año                | Lugar                 | Medalla           | Categoría        |
| ------------------ | --------------------- | ----------------- | ---------------- |
| 2012               | Londres (Reino Unido) | Medalla de bronce | +91 kg           |
| Campeonato Mundial |                       |                   |                  |
| Año                | Lugar                 | Medalla           | Categoría        |
| 2011               | Bakú (Azerbaiyán)     | Medalla de oro    | +91 kg           |
| 2013               | Almaty (Kazajistán)   | Medalla de oro    | +91 kg           |
| 2017               | Hamburgo (Alemania)   | Medalla de oro    | +91 kg           |
| Juegos Europeos    |                       |                   |                  |
| Año                | Lugar                 | Medalla           | Categoría        |
| 2015               | Bakú (Azerbaiyán)     | Medalla de bronce | +91 kg           |
| Campeonato Europeo |                       |                   |                  |
| Año                | Lugar                 | Medalla           | Categoría        |
| 2013               | Minsk (Bielorrusia)   | Medalla de oro    | +91 kg           |